# Primera ronda de la Clasificación de CAF para la Copa Mundial de Fútbol de 2010
La Primera ronda de la Clasificación de CAF para la Copa Mundial de Fútbol de 2010 también fue la primera ronda de la clasificación de la Copa Africana de Naciones 2010, en la cual participaron las 10 peores selecciones de la Confederación Africana de Fútbol con el fin de definir a cinco clasificados a la segunda ronda.

## Formato
Originalmente los 10 equipos iban a ser distribuidos en cinco llaves de eliminación directa basados en la clasificación de la FIFA en julio de 2007; y las llaves quedaron así:
- Madagascar v  Comoras
- Somalia v  Suazilandia
- Santo Tomé y Príncipe v  República Centroafricana
- Sierra Leona v  Guinea-Bisáu
- Seychelles v  Yibuti

A inicios de septiembre Santo Tomé y Príncipe y República Centroafricana, las cuales debían de enfrenarse entre sí, abandonaron la clasificación; por lo que las selecciones de Suazilandia y Seychelles, las dos mejores ubicadas de ésta clasificación, avanzaron directamente a la segunda ronda y Somalia (quien debía de enfrentar a Suazilandia) enfrentaría a Yibuti (rival de Seychelles).
Los cuatro ganadores avanzan a la segunda ronda.

## Sumario
| Equipo 1     | Agr. | Equipo 2     | Ida | Vuelta |
| ------------ | ---- | ------------ | --- | ------ |
| Madagascar   | 10–2 | Comoras      | 6–2 | 4–0    |
| Yibuti       | 1–0  | Somalia      | 1–0 | N/A    |
| Sierra Leona | 1–0  | Guinea-Bisáu | 1–0 | 0–0    |

## Partidos
| 14 de octubre de 2007 | Madagascar                                                               | 6 – 2   | Comoras                      | Mahamasina Municipal Stadium, Antananarivo, Madagascar |                                                 |
|                       | Andriantsima 30' 40' 49' (pen.) 57' · Rakotomandimby 65' · Tsaralaza 79' | Reporte | Midtadi 6' · Ibor 53' (pen.) | Asistencia: 7754 espectadores Árbitro(s): Kaoma        | Asistencia: 7754 espectadores Árbitro(s): Kaoma |

| 17 de noviembre de 2007 | Comoras | 0 – 4   | Madagascar                                               | Stade Said Mohamed Cheikh, Mitsamiouli, Comoros |                                                 |
|                         |         | Reporte | Nomenjanaharay 38' 52' · Rakotomandimby 62' · Robson 74' | Asistencia: 1610 espectadores Árbitro(s): Damon | Asistencia: 1610 espectadores Árbitro(s): Damon |

| 16 de noviembre de 2007 | Yibuti        | 1 – 0   | Somalia | El Hadj Hassan Gouled, Yibuti, Yibuti                    |                                                          |
| | H. Yassin 84' | Reporte |         | Asistencia: 10 000 espectadores Árbitro(s): Abdel Rahman | Asistencia: 10 000 espectadores Árbitro(s): Abdel Rahman |
| La serie se jugó a partido único en Yobuti debido a que Somalia no contaba con instalaciones para partidos oficiales por la FIFA. |               |         |         |                                                          |                                                          |

| 17 de octubre de 2007 | Sierra Leona | 1 – 0   | Guinea-Bisáu | National Stadium, Freetown, Sierra Leona         |                                                  |
|                       | Conteh 15'   | Reporte |              | Asistencia: 25 000 espectadores Árbitro(s): Mana | Asistencia: 25 000 espectadores Árbitro(s): Mana |

| 17 de noviembre de 2007 | Guinea-Bisáu | 0 – 0   | Sierra Leona | Estádio 24 de Setembro, Bissau, Guinea-Bisáu        |                                                     |
|                         |              | Reporte |              | Asistencia: 12 000 espectadores Árbitro(s): Odartei | Asistencia: 12 000 espectadores Árbitro(s): Odartei |